# 공무원노동조합총연맹
공무원노동조합총연맹(약칭 공노총, Federation of Government Employee Unions, FGEU )은 2002년 3월 16일 설립한 대한민국공무원노동조합총연맹과 2004년 4월 20일 설립한 전국목민노동조합총연맹이 2004년 7월 23일 통합함으로써 설립되었다. 이 후 법외노조로 활동하던 중, 2006년 9월 4일 노동부에 노동조합 설립신고를 마친 유일한 공무원노동조합의 총연합단체로 출범하였다.
공무원노동조합총연맹은 18개 중앙행정기관, 전국 광역단체 및 기초자치단체, 전국 교육행정기관을 산하조직으로 두고 있으며, 8만여명이 조합원으로 활동하고 있다.

## 목표
- 국가와 국민을 위한 공직자이자 공무원노동자로서 공직사회를 개혁
- 공무원의 권익신장을 통하여 ‘국민에게 참봉사’를 행동으로 실천하고자, 정치적 중립과 공무원노동자의 자주적인 노동운동 견지
- 공직사회 내부의 각종 차별을 철폐하여 건강하고 생산적인 공직사회 실현
- 인간의 존엄성과 평등을 보장하는 참된 민주사회와 통일조국 건설에 기여
- 헌법상 보장된 공무원의 노동기본권 확보를 통한 인간적인 삶의 실현
- 상생의 대화와 타협을 통한 국민과 함께하는 새로운 패러다임의 노사문화 선도
- 관료주의 병폐 타파로 대국민서비스 개선

## 조직
공무원노동조합총연맹은 18개 중앙행정기관, 전국 광역단체 및 기초자치단체, 전국 교육행정기관을 산하조직으로 두고 있으며, 11만4천명이 조합원으로 활동하고 있다.
이숫자와 별개로 후원회원과 6급계장등 노동부에 등재되지 않은 회원이 수만명에 이른다. 계속해서 조합원이 늘어나고 있는 추세이다.

## 연혁
공무원노동조합총연맹은 정부와의 합법적 단체교섭권을 가지고 있으며, 공무원을 위한 실질적인 노동운동을 실천하고 있다.
- 2007년 12월 14일 건국이후 최초 정부와 단체교섭 체결
- 2008년 5월 22일 공무원정년차별 철폐
- 2009년 12월 30일 공무원연금 사회적 합의안 관철
- 2009년 10월 기능직 공무원 일반직 전환 쟁취
- 2010년 9월 공무원 보수협상 쟁취
- 2011년 2월 근속승진 확대 시행 쟁취
- 2011년 3월 22일 제5대 출범식(위원장 정의용)

## 하는 일
‘공무원 보수교섭 쟁취’, ‘공무원 인사제도 개선’, ‘공무원 노동기본권 확대’등을 2011년 역점사업으로 추진하고 있으며, 중기역점사업으로 기능직폐지 등을 포함한 ‘공무원 계급제 폐지 사업’을 추진하고 있다.